# کریگ فدریگی
کریگ فدریگی (به انگلیسی: Craig Federighi) نایب رئیس ارشد بخش مهندسی نرم‌افزار در شرکت اپل است و مستقیماً به تیم کوک گزارش می‌دهد. فدریگی سرپرستی بخش‌های آی‌اواس، مک اواس‌ و تیم مهندسی سیستم‌عامل اپل را برعهده دارد. تیم او، مسئولیت ارائه نرم‌افزار محصولات نوآورانه اپل نظیر رابط کاربری، برنامه‌ها و فریم‌ورک را برعهده دارد. فدریگی در سال ۲۰۰۹ مسئولیت اواس‌ده را برعهده گرفت و پس از تغییرات مدیریتی در سال ۲۰۱۲، به جهت یکپارچگی بیشتر، آی‌اواس نیز به وظایفش افزوده شد.
او پیش از پیوستن به اپل در نکست و اریبا فعالیت می‌کرد. در مارس ۲۰۱۱ جانشین برترند سرلت به عنوان نایب رئیس بخش مهندسی نرم‌افزار مک شد و در اوت ۲۰۱۲ به نایب رییسی ارشد ترفیع یافت.

## شغل
نکست و آریبا
فدریگی در NeXT کار می کرد، جایی که او توسعه Enterprise Objects Framework را رهبری می کرد. او زمانی که در سال 1996 نکست را تصاحب کرد، به اپل پیوست، اما سپس در سال 1999 اپل را برای آریبا ترک کرد، جایی که چندین نقش از جمله مدیر ارشد فناوری را داشت.
بازگشت به اپل
فدریگی در سال 2009 برای رهبری مهندسی مک اواس به اپل بازگشت، پس از اینکه اپل به تازگی توسعه Mac OS X Snow Leopard را به پایان رسانده بود، که به دلیل تمرکز بر سرعت و کیفیت بسیار مورد توجه قرار گرفت. در مارس 2011، فدریگی جانشین برتراند سرلت به عنوان معاون مهندسی نرم افزار مک در اپل شد و در آگوست 2012 به سمت معاون ارشد رئیس جمهور ارتقا یافت و به مدیر عامل تیم کوک گزارش داد. پس از خروج اسکات فورستال از اپل، نقش او گسترش یافت و علاوه بر macOS، iOS را نیز در بر گرفت. در دهه بعدی رهبری فدریگی، بسیاری از ناظران به کاهش قابل توجهی در کیفیت محصولات نرم افزاری اپل اشاره کردند.
طبق گزارش ها، فدریگی تا ژوئن 2020 بیش از 500000 سهم از سهام اپل به ارزش حدود 180 میلیون دلار آمریکا را در اختیار داشت.
تصویر عمومی
در میان جامعه کاربران و توسعه دهندگان اپل، فدریگی به خاطر ارائه های پرانرژی خود از نرم افزار جدید اپل، که اغلب دارای طنز پوچ مانند اشاره به موهایش، استفاده از ویژگی های نرم افزار جدید برای سازماندهی رویدادهایی مانند مهمانی های کارائوکه اداری و سفرهای کمپینگ، و. ادعای عشق او به گروه راش. در ارائه‌های MacOS فدریگی، او در حال توصیف سوءاستفاده‌های خیالی «تیم بازاریابی محصول کرک»، جسارت برهنه در کالیفرنیا با یک مینی‌بوس فولکس واگن و در نهایت رسیدن به مکانی است که نسخه سیستم عامل پس از آن نامگذاری شده است. فدریگی نام مستعار قابل توجهی در اطراف اپل دارد، مانند "هیر فورس وان". علاوه بر این، تیم کوک، مدیر عامل اپل، او را «سوپرمن» خطاب کرده است.
اولین حضور او روی صحنه در طی یک رویداد بزرگ اپل در WWDC 2009 بود، جایی که او به برتراند سرلت کمک کرد تا MacOS X Snow Leopard را معرفی کند. او در سال 2010 در ارائه "بازگشت به مک" ظاهر شد و Mac OS X Lion را به نمایش گذاشت. او iOS 7 و OS X Mavericks را در کنفرانس توسعه دهندگان اپل در WWDC 2013، و iOS 8 و OS X Yosemite را در WWDC 2014 معرفی کرد. در WWDC 2015، او اکثر ارائه 2 ساعته اصلی روز افتتاحیه اپل را با معرفی iOS 9 و OS X ارائه کرد. 10.11 "El Capitan" و برنامه های آشکار برای انتشار زبان برنامه نویسی جدید اپل Swift به عنوان یک پروژه منبع باز. در سپتامبر 2015، او 3D Touch را در آیفون 6S جدید به نمایش گذاشت.
در WWDC 2016، فدریگی iOS 10 و macOS 10.12 "Sierra" را معرفی کرد و گفت که OS X 15 ساله مطابق با طرح نامگذاری مورد استفاده برای iOS، tvOS و watchOS به "macOS" تغییر نام خواهد داد. او بر استفاده از ویجت ها در صفحه قفل iOS تاکید کرد و API های جدیدی را برای Siri و iMessage اعلام کرد که برای همه توسعه دهندگان باز خواهد بود. در مارس 2016، فدریگی مقاله ای برای واشنگتن پست نوشت و بیان کرد که "من مهندس شدم زیرا به قدرت فناوری برای غنی سازی زندگی ما ایمان دارم" به عنوان انگیزه او.
در سال 2017، فدریگی اعلام کرد که مرورگر وب سافاری، کوکی‌ها را از دنبال کردن افراد از سایتی به سایت دیگر مسدود می‌کند.
در یک رویداد ویژه اپل در سپتامبر 2017، فدریگی در ابتدا نتوانست ویژگی Face ID را در آیفون X به درستی نمایش دهد. اپل اظهار داشت که قبل از این رویداد، برخی از کارمندان اپل به طور ناخواسته روی یکی از تلفن های نمایشی Face ID را فعال کرده بودند و باعث شد تا در عوض این کار انجام شود. هنگامی که فدریگی سعی کرد قفل آن را باز کند، یک رمز عبور را درخواست کنید.
در WWDC 2018، فدریگی iOS 12 و macOS 10.14 "Mojave" را معرفی کرد.
در WWDC 2019، او iOS 13، iPadOS و macOS 10.15 «کاتالینا» را معرفی کرد.
در WWDC 2020، او مجری اصلی بود که بسیاری از پیشرفت‌های اخیر اپل را به نمایش گذاشت. او همچنین iOS 14، iPadOS 14 و macOS 11 Big Sur را معرفی کرد.
او در رویداد اپل در سپتامبر 2020 ظاهر شد و برای مدت کوتاهی در یک بخش ظاهر شد. با این حال، او صحبت نکرد.
در رویداد ویژه نوامبر 2020 اپل، ویدیویی از او که با بیدار کردن مک بوک از خواب فوراً حال و هوا را ایجاد می کند، به یک میم تبدیل شد.
در نوامبر 2021، او در نشست وب ظاهر شد و در مورد خطرات اجازه بارگذاری جانبی در اکوسیستم iOS صحبت کرد.
در WWDC 2022، فدریگی iOS 16 و iPadOS 16 و همچنین macOS 13 "Ventura" را معرفی کرد.
در WWDC 2023، او iOS 17، iPadOS 17، macOS 14 "Sonoma" و نسخه‌های بتای توسعه‌دهنده و عمومی برای هر سیستم عامل را معرفی کرد.
در WWDC 2024، او iOS 18، iPadOS 18، macOS Sequoia و نسخه‌های بتای توسعه‌دهنده و عمومی هر یک از آنها را معرفی کرد. در کنار این، او Apple Intelligence، مجموعه ای از ویژگی های هوش مصنوعی در دستگاه های اپل را معرفی کرد.